# Montpellier Hérault Sport Club 2022-2023
Questa voce raccoglie le informazioni riguardanti il Montpellier Hérault Sport Club nelle competizioni ufficiali della stagione 2022-2023.

## Stagione
La stagione 2022-2023 del Montpellier è la 41ª stagione del club in Ligue 1. 

## Divise e sponsor
Lo sponsor tecnico per la stagione 2022-2023 è Nike, mentre lo sponsor ufficiale è Partouche. 
| Casa | Trasferta |

## Rosa
In corsivo i calciatori ceduti durante la stagione 
| N. |                        | Ruolo | Calciatore          |
| -- | ---------------------- | ----- | ------------------- |
| 1  | Svizzera (bandiera)    | P     | Jonas Omlin         |
| 2  | Francia (bandiera)     | D     | Arnaud Souquet      |
| 3  | Guinea (bandiera)      | D     | Issiaga Sylla       |
| 4  | Mali (bandiera)        | D     | Boubakar Kouyaté    |
| 5  | Portogallo (bandiera)  | D     | Pedro Mendes        |
| 6  | Francia (bandiera)     | D     | Christopher Jullien |
| 7  | Francia (bandiera)     | C     | Arnaud Nordin       |
| 9  | Francia (bandiera)     | A     | Valère Germain      |
| 10 | Inghilterra (bandiera) | A     | Stephy Mavididi     |
| 11 | Francia (bandiera)     | C     | Téji Savanier       |
| 12 | Francia (bandiera)     | C     | Jordan Ferri        |
| 13 | Francia (bandiera)     | C     | Joris Chotard       |
| 14 | Francia (bandiera)     | D     | Maxime Estève       |
| 15 | Uruguay (bandiera)     | D     | Mathías Suárez      |
| 16 | Francia (bandiera)     | P     | Dimitry Bertaud     |
| 17 | Francia (bandiera)     | D     | Théo Sainte-Luce    |

| N. |                           | Ruolo | Calciatore       |
| -- | ------------------------- | ----- | ---------------- |
| 18 | Francia (bandiera)        | C     | Léo Leroy        |
| 19 | Francia (bandiera)        | C     | Sacha Delaye     |
| 21 | Francia (bandiera)        | A     | Elye Wahi        |
| 22 | Francia (bandiera)        | C     | Khalil Fayad     |
| 26 | Francia (bandiera)        | D     | Thibault Tamas   |
| 27 | Francia (bandiera)        | D     | Faitout Maouassa |
| 28 | Rep. del Congo (bandiera) | A     | Béni Makouana    |
| 29 | Francia (bandiera)        | D     | Enzo Tchato      |
| 30 | Portogallo (bandiera)     | P     | Matis Carvalho   |
| 31 | Francia (bandiera)        | D     | Nicolas Cozza    |
| 33 | Francia (bandiera)        | A     | Axel Gueguin     |
| 40 | Francia (bandiera)        | P     | Benjamin Lecomte |
| 75 | Francia (bandiera)        | D     | Mamadou Sakho    |
| 77 | Mali (bandiera)           | D     | Falaye Sacko     |
| 90 | Senegal (bandiera)        | P     | Bingourou Kamara |
| 99 | Tunisia (bandiera)        | A     | Wahbi Khazri     |

## Calciomercato

### Sessione estiva(dal 1º/7 al 1º/9)
| Acquisti         | Acquisti            | Acquisti               | Acquisti                 |
| R.               | Nome                | da                     | Modalità                 |
| ---------------- | ------------------- | ---------------------- | ------------------------ |
| D                | Christopher Jullien | Celtic                 | definitivo (1 milione €) |
| D                | Falaye Sacko        | Vitória Guimarães      | prestito (500 mila €)    |
| A                | Wahbi Khazri        | Saint-Étienne          | gratuito                 |
| A                | Arnaud Nordin       | Saint-Étienne          | gratuito                 |
| D                | Issiaga Sylla       | Tolosa                 | gratuito                 |
| D                | Théo Sainte-Luce    | Nîmes                  | gratuito                 |
| P                | Bingourou Kamara    | Strasburgo             | gratuito                 |
| D                | Faitout Maouassa    | Club Bruges            | prestito                 |
| Altre operazioni |                     |                        |                          |
| R.               | Nome                | da                     | Modalità                 |
| D                | Clément Vidal       | Ajaccio                | fine prestito            |
| D                | Mathías Suárez      | Montevideo City Torque | fine prestito            |

| Cessioni         | Cessioni            | Cessioni    | Cessioni                |
| R.               | Nome                | a           | Modalità                |
| ---------------- | ------------------- | ----------- | ----------------------- |
| C                | Florent Mollet      | Schalke 04  | definitivo (500 mila €) |
| D                | Rémy Cabella        | Lilla       | gratuito                |
| D                | Junior Sambia       | Salernitana | gratuito                |
| D                | Mihailo Ristić      | Benfica     | gratuito                |
| D                | Clément Vidal       | Ajaccio     | gratuito                |
| C                | Gabriel Barès       | Thun        | prestito                |
| A                | Yanis Guermouche    | Châteauroux | prestito                |
| D                | Ambroise Oyongo     |             | svincolato              |
| Altre operazioni |                     |             |                         |
| R.               | Nome                | da          | Modalità                |
| D                | Thuler              | Flamengo    | fine prestito           |
| C                | Nicholas Gioacchini | Caen        | fine prestito           |

### Sessione invernale(dal 2/1 al 31/1)
| Acquisti | Acquisti         | Acquisti    | Acquisti                 |
| R.       | Nome             | da          | Modalità                 |
| -------- | ---------------- | ----------- | ------------------------ |
| D        | Boubakar Kouyaté | Metz        | definitivo (6 milioni €) |
| P        | Benjamin Lecomte | Monaco      | definitivo (2 milioni €) |
| D        | Issiaga Sylla    | Tolosa      | gratuito                 |
| A        | Yanis Guermouche | Châteauroux | fine prestito            |

| Cessioni | Cessioni       | Cessioni            | Cessioni                   |
| R.       | Nome           | a                   | Modalità                   |
| -------- | -------------- | ------------------- | -------------------------- |
| P        | Jonas Omlin    | Borussia M'gladbach | definitivo (9 milioni €)   |
| D        | Nicolas Cozza  | Olympique Marsiglia | definitivo (7,5 milioni €) |
| D        | Arnaud Souquet | Chicago Fire        | gratuito                   |
| C        | Sacha Delaye   | Le Puy              | gratuito                   |

## Risultati

### Ligue 1

#### Girone di andata
| Arbitro: | Gaillouste |

|                                  |           |                                 |
| Sainte-Luce 3’ Savanier 15’, 81’ | Marcatori | 12’ (rig.) Tardieu 17’ M. Baldé |

| Arbitro: | Delajod |

|                                                                |           |                         |
| Sacko 39’ (aut.) Neymar 43’ (rig.), 51’ Mbappé 69’ Sanches 87’ | Marcatori | 58’ Khazri 90+2’ Tchato |

| Arbitro: | Vernice |

|              |           |                                |
| M. Sakho 39’ | Marcatori | 70’ Da Costa 75’ (rig.) Autret |

| Arbitro: | Bollengier |

|  |           |                                                                 |
|  | Marcatori | 6’ Maouassa 10’, 31’ Wahi 11’ Khazri 25’ Cozza 64’, 84’ Germain |

| Arbitro: | Dechepy |

|                     |           |  |
| Nordin 28’ Wahi 77’ | Marcatori |  |

| Arbitro: | Brisard |

|          |           |                            |
| Wahi 20’ | Marcatori | 41’, 90+5’ David 57’ Gomes |

| Arbitro: | Letexier |

|                             |           |           |
| Hunou 10’ Boufal 69’ (rig.) | Marcatori | 7’ Nordin |

| Arbitro: | Brisard |

|                                  |           |            |
| Nordin 17’ Savanier 90+5’ (rig.) | Marcatori | 85’ Diallo |

| Arbitro: | Pignard (Rodano-Alpi) |

|                                                      |           |                   |
| Spierings 18’ Aboukhlal 24’ Chaïbi 31’ Dejaegere 48’ | Marcatori | 7’ Cozza 68’ Wahi |

| Arbitro: | Millot (Île-de-France) |

|  |           |                        |
|  | Marcatori | 45+1’ Embolo 80’ Boadu |

| Arbitro: | El Hadj (Rodano-Alpi) |

|          |           |  |
| Saïd 67’ | Marcatori |  |

| Arbitro: | Léonard |

|          |           |                         |
| Wahi 70’ | Marcatori | 33’ Aouar 90’ Lacazette |

| Arbitro: | Frappart (Île-de-France) |

|                                       |           |  |
| Terrier 15’ Kalimuendo 23’ Gouiri 85’ | Marcatori |  |

| Arbitro: | Bollengier |

|            |           |              |
| Andrić 62’ | Marcatori | 10’ Savanier |

| Arbitro: | Batta |

|              |           |             |
| Delaye 90+1’ | Marcatori | 87’ Munetsi |

| Arbitro: | Delajod |

|  |           |                      |
|  | Marcatori | 3’ Savanier 22’ Wahi |

| Arbitro: | Buquet |

|                     |           |                               |
| Savanier 90’ (rig.) | Marcatori | 46’ Tavares 60’ (aut.) Estève |

| Arbitro: | Dechepy (Piccardia) |

|                                                         |           |              |
| Pépé 15’, 56’ K. Thuram 35’ Delort 75’ Barkley 82’, 85’ | Marcatori | 80’ Savanier |

| Arbitro: | Léonard |

|  |           |                                     |
|  | Marcatori | 45+13’ Girotto 81’ Mohamed 84’ Blas |

#### Girone di ritorno
| Arbitro: | Stinat |

|                |           |  |
| Diallo 1’, 45’ | Marcatori |  |

| Arbitro: | Pignard |

|            |           |                                        |
| Nordin 89’ | Marcatori | 54’ Fabián 71’ Messi 90+1’ Zaïre-Emery |

| Arbitro: | Pignard |

|  |           |                   |
|  | Marcatori | 62’, 80’ Mavididi |

| Arbitro: | Batta |

|                                                |           |  |
| Hérelle 4’ (aut.) Savanier 17’ (rig.) Wahi 54’ | Marcatori |  |

| Arbitro: | Bastien |

|  |           |            |
|  | Marcatori | 90’ Khazri |

| Arbitro: | Brisard (Maine) |

|              |           |            |
| Maouassa 59’ | Marcatori | 4’ Fulgini |

| Arbitro: | Millot |

|                                                            |           |  |
| Khazri 2’ Savanier 25’ (rig.), 51’ Maouassa 45+3’ Wahi 73’ | Marcatori |  |

| Arbitro: | El Hadj |

|  |           |          |
|  | Marcatori | 68’ Wahi |

| Arbitro: | Gaillouste |

|               |           |            |
| Wahi 60’, 71’ | Marcatori | 31’ Khaoui |

| Arbitro: | Léonard |

|                      |           |            |
| Guendouzi 44’ (rig.) | Marcatori | 12’ Nordin |

| Arbitro: | Batta (Mediterranée) |

|          |           |                         |
| Wahi 88’ | Marcatori | 31’ Dallinga 85’ Chaïbi |

| Arbitro: | Brisard |

|                       |           |           |
| David 70’ Cabella 72’ | Marcatori | 24’ Sylla |

| Arbitro: | Buquet (Piccardia) |

|              |           |  |
| Mavididi 83’ | Marcatori |  |

| Arbitro: | Bollengier (Nord-Passo di Calais) |

|  |           |                                           |
|  | Marcatori | 28’, 72’ Nordin 65’ Maouassa 79’ Mavididi |

| Arbitro: | Dechepy |

|                                                   |           |                                |
| Lacazette 31’, 59’, 82’, 90+10’ (rig.) Lovren 70’ | Marcatori | 40’, 41’, 54’ (rig.), 55’ Wahi |

| Arbitro: | Vernice |

|                |           |            |
| Maouassa 90+4’ | Marcatori | 68’ Faivre |

| Arbitro: | Buquet |

|  |           |                                |
|  | Marcatori | 38’ Ferri 47’ Nordin 88’ Sacko |

| Arbitro: | Millot |

|                         |           |                              |
| Savanier 7’, 17’ (rig.) | Marcatori | 53’ Barkley 67’, 79’ Laborde |

| Arbitro: | Gaillouste |

|             |           |                          |
| Balogun 28’ | Marcatori | 54’, 76’ Wahi 59’ Nordin |

### Coppa di Francia
| Arbitro: | Vernice |

|                            |           |             |
| Bassouamina 25’ George 82’ | Marcatori | 70’ Germain |

## Statistiche

### Statistiche di squadra
| Competizione     | Punti                   | In casa | In casa | In casa | In casa | In casa | In casa | In trasferta | In trasferta | In trasferta | In trasferta | In trasferta | In trasferta | Totale | Totale | Totale | Totale | Totale | Totale | DR |
| Competizione     | Punti                   | G       | V       | N       | P       | Gf      | Gs      | G            | V            | N            | P            | Gf           | Gs           | G      | V      | N      | P      | Gf     | Gs     | DR |
| ---------------- | ----------------------- | ------- | ------- | ------- | ------- | ------- | ------- | ------------ | ------------ | ------------ | ------------ | ------------ | ------------ | ------ | ------ | ------ | ------ | ------ | ------ | -- |
| Ligue 1          | 50                      | 19      | 7       | 3       | 9       | 29      | 29      | 19           | 8            | 2            | 9            | 36           | 33           | 38     | 15     | 5      | 18     | 65     | 62     | +3 |
| Coppa di Francia | Trentaduesimi di finale | 0       | 0       | 0       | 0       | 0       | 0       | 1            | 0            | 0            | 1            | 1            | 2            | 1      | 0      | 0      | 1      | 1      | 2      | -1 |
| Totale           | -                       | 19      | 7       | 3       | 9       | 29      | 29      | 20           | 8            | 2            | 10           | 37           | 35           | 39     | 15     | 5      | 19     | 66     | 64     | +2 |

### Andamento in campionato
| Giornata  | 1 | 2 | 3  | 4 | 5 | 6 | 7  | 8 | 9  | 10 | 11 | 12 | 13 | 14 | 15 | 16 | 17 | 18 | 19 | 20 | 21 | 22 | 23 | 24 | 25 | 26 | 27 | 28 | 29 | 30 | 31 | 32 | 33 | 34 | 35 | 36 | 37 | 38 |
| --------- | - | - | -- | - | - | - | -- | - | -- | -- | -- | -- | -- | -- | -- | -- | -- | -- | -- | -- | -- | -- | -- | -- | -- | -- | -- | -- | -- | -- | -- | -- | -- | -- | -- | -- | -- | -- |
| Luogo     | C | T | C  | T | C | C | T  | C | T  | C  | T  | C  | T  | T  | C  | T  | C  | T  | C  | T  | C  | T  | C  | T  | C  | C  | T  | C  | T  | C  | T  | C  | T  | T  | C  | T  | C  | T  |
| Risultato | V | P | P  | V | V | P | P  | V | P  | P  | P  | P  | P  | N  | N  | V  | P  | P  | P  | V  | P  | P  | V  | V  | N  | V  | V  | V  | N  | P  | P  | V  | N  | V  | N  | V  | P  | V  |
| Posizione | 4 | 9 | 13 | 8 | 5 | 7 | 10 | 9 | 10 | 10 | 11 | 13 | 14 | 14 | 14 | 12 | 14 | 15 | 15 | 14 | 14 | 14 | 14 | 14 | 14 | 13 | 13 | 11 | 11 | 13 | 13 | 12 | 12 | 12 | 12 | 12 | 12 | 12 |

Fonte:  Evoluzione classifica Ligue 1 22/23, su transfermarkt.it, Transfermarkt.
Legenda:

Luogo: C = Casa; T = Trasferta. Risultato: V = Vittoria; N = Pareggio; P = Sconfitta.